# Alimento transgénico

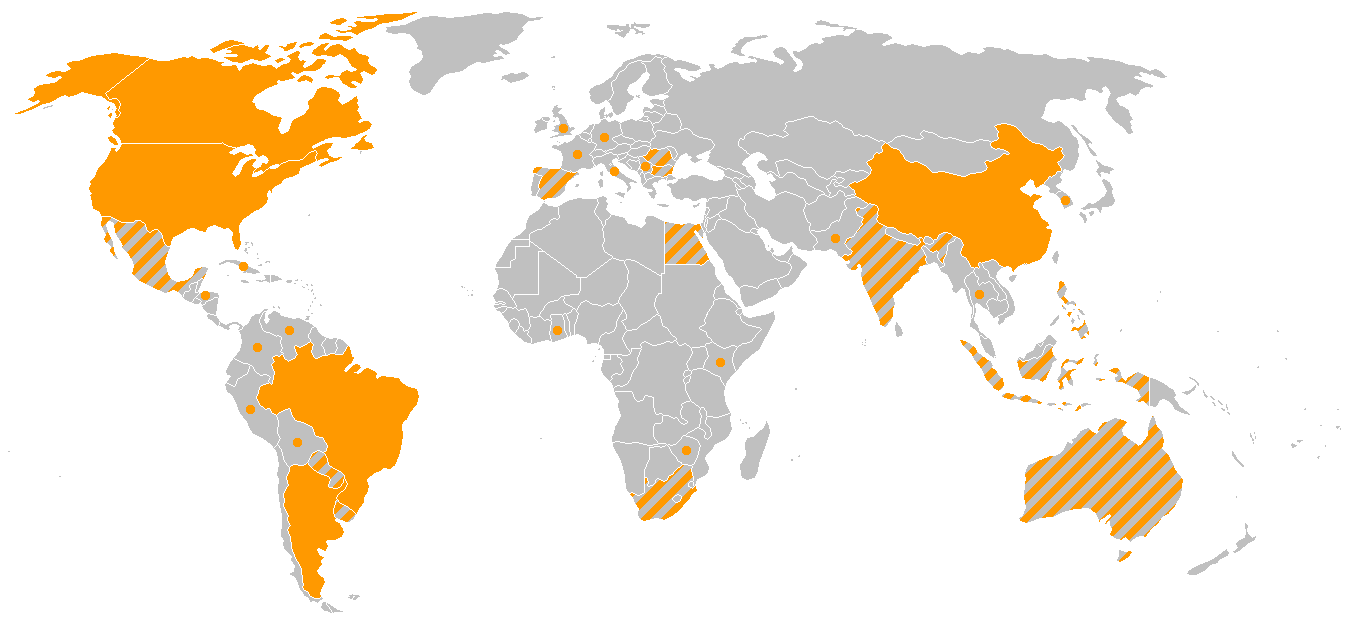
Los cinco países que producen más del 90 % de los OGM.
Otros países productores los OGM.
Puntos naranja: solo cultivos experimentales.

Los alimentos transgénicos son aquellos que se caracterizan porque han sido manipulados genéticamente a partir de un organismo modificado al que se le han incorporado genes de otros organismos para producir algunas características requeridas.
Un transgénico, también conocido como Organismo Genéticamente Modificado (OGM), es atribuido a los seres vivos, animales o plantas que portan genes nuevos, obtenidos a través de la integración de ADN.

## Historia

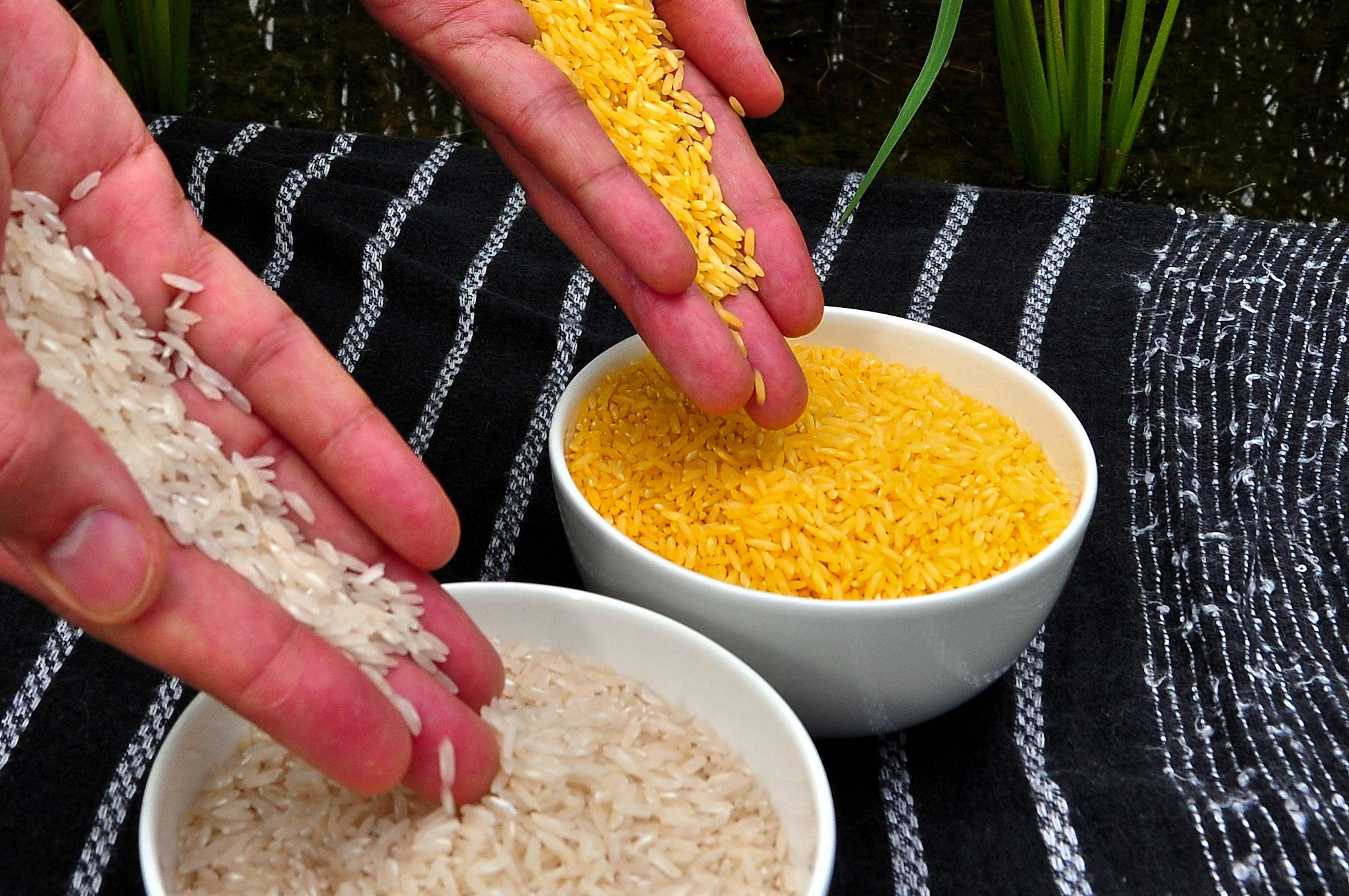
Arroz dorado.

La historia de los alimentos genéticamente modificados se remonta a mediados del siglo XIX, cuando Gregor Mendel, que era monje botánico, llevó a cabo un experimento en el que se cruzaron algunas especies diferentes de guisantes para demostrar que ciertos rasgos de una especie se heredan en este proceso. A pesar de que Mendel es considerado el fundador de la ciencia de hoy en día la genética, sus esfuerzos no fueron reconocidos sino hasta el siglo XX
En relación con las teorías de Mendel, la hibridación o cruzamiento es la reproducción de diferentes variedades de plantas o animales, pero siempre de la misma especie. El cruzamiento se utiliza porque los primeros descendientes adquieren el llamado “vigor híbrido”, que consiste básicamente en ser más fuertes y resistentes que sus progenitores, es decir en mejorar sus características respecto a sus anteriores generaciones.
Un caso especial de hibridación interespecífica consiste en la reproducción de organismos de diferentes especies cercanas desde el punto de vista fisiológico y filogenético. Este tipo de hibridación es muy rara en la naturaleza debido a los mecanismos de aislamiento como la imposibilidad de acoplacion entre los genitales del macho y de la hembra. 
Un hecho importante de los elementos transgénicos sobre este tipo de hibridación entre especies es la esterilidad del elemento resultante. Observamos así que en la naturaleza el intercambio genético entre especies está normalmente muy obstaculizado por distintas barreras, con lo que podemos terminar en la complicación natural en el cruzamiento de organismos de familias distintas.
La ingeniería genética o tecnología del ADN recombinante es la ciencia que manipula secuencias de ADN (que normalmente codifican genes) de forma directa, posibilitando su extracción de un taxón biológico dado y su inclusión en otro, así como la modificación o eliminación de estos genes. En esto se diferencia del mejoramiento genético clásico basado en la selección, que modifica los genes de una población de forma indirecta, mediante cruces dirigidos. La primera estrategia, de la ingeniería genética, se circunscribe en la disciplina denominada biotecnología vegetal. Cabe destacar que la inserción de grupos de genes y otros procesos pueden realizarse mediante técnicas de biotecnología vegetal que no son consideradas ingeniería genética, como puede ser la fusión de protoplastos.
La mejora de las especies que serán usadas como alimento ha sido un motivo común en la historia de la Humanidad. Entre el 12 000 y 4000 a. C. ya se realizaba una mejora por selección artificial de plantas. Tras el descubrimiento de la reproducción sexual en vegetales, se realizó el primer cruzamiento intergenérico (es decir, entre especies de géneros distintos) en 1876. En 1909 se efectuó la primera fusión de protoplastos, y en 1927 se obtuvieron mutantes de mayor productividad mediante irradiación con rayos X de semillas. En 1983 se produjo la primera planta transgénica. En estas fechas, unos biotecnólogos logran aislar un gen e introducirlo en un genoma de la bacteria Escherichia coli (E. Coli). Tres años más tarde, en 1986, Monsanto, empresa multinacional dedicada a la biotecnología, crea la primera planta genéticamente modificada. Se trataba de una planta de tabaco a la que se añadió a su genoma un gen de resistencia para el antibiótico Kanamicina.
Finalmente, en 1994 se aprueba la comercialización del primer alimento modificado genéticamente, los tomates Flavr Savr, creados por Calgene, una empresa biotecnóloga. A estos se les introdujo un gen antisentido con respecto al gen normal de la poligalacturonasa, enzima que provoca la degradación de las paredes celulares en los frutos maduros, de manera que el fruto aguanta más tiempo sin estropearse una vez cosechado, y tiene mayor resistencia a los daños por su manipulación, como rasguños o golpes. Pero pocos años después, en 1996, este producto fue retirado del mercado de productos frescos, en gran medida a causa de su insipidez, y también porque, aún sin descomponerse, acababa resultando poco apetecible, con una piel blanda, un sabor extraño y cambios en su composición. Estos tomates se siguen usando para la elaboración de conservas y zumos.
En el año 2014, los cultivos de transgénicos se extienden en 181,5 millones de hectáreas de 28 países, de los cuales 20 son países en vías de desarrollo. En el año 2015, en Estados Unidos, el 94% de plantaciones de soja lo eran de variedades transgénicas, así como el 89 % del algodón y el 89 % del maíz.

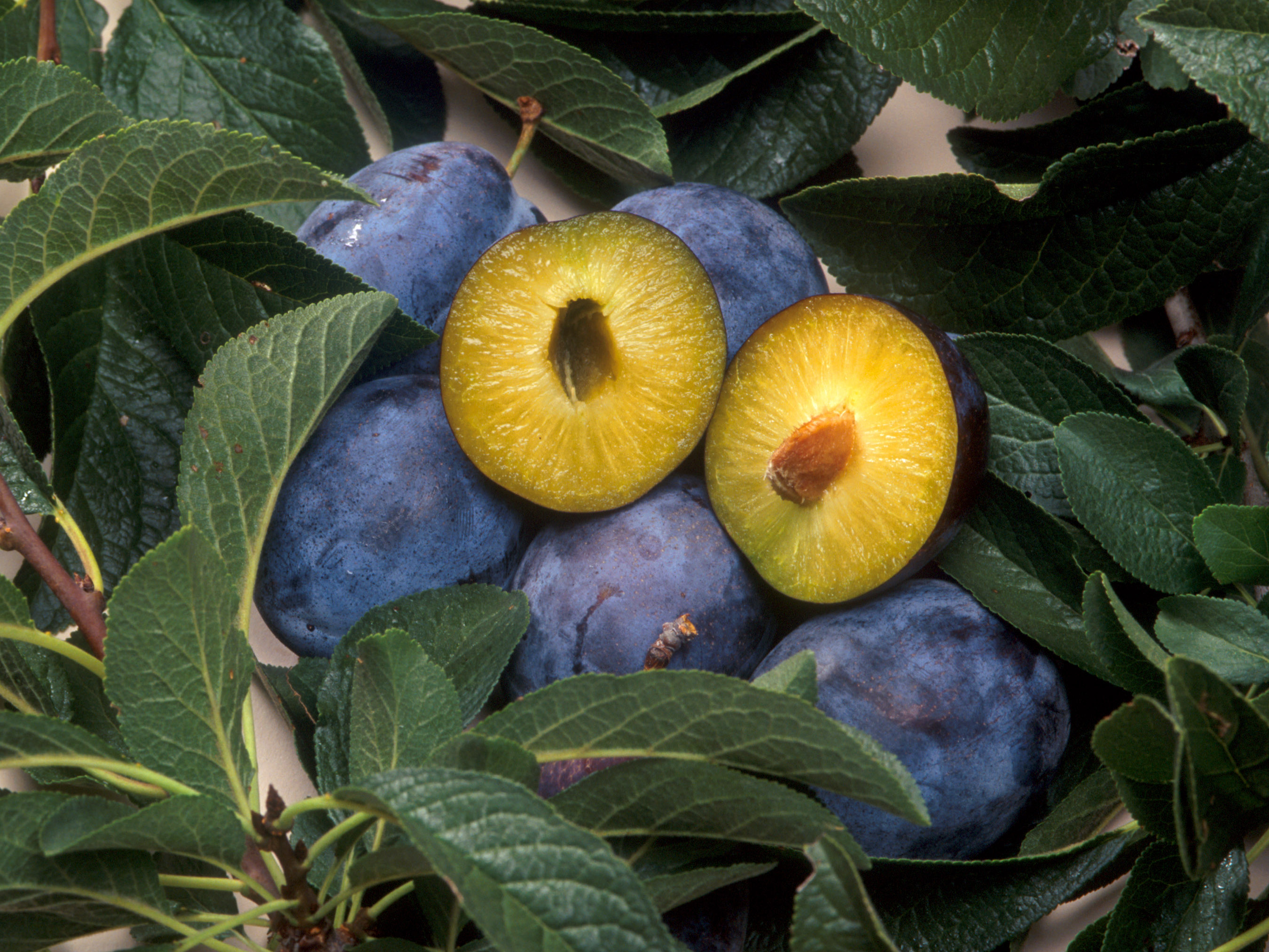
Ciruelas transgénicas.

Los caracteres introducidos mediante ingeniería genética en especies destinadas a la producción de alimentos comestibles buscan el incremento de la productividad (por ejemplo, mediante una resistencia mejorada a las plagas) así como la introducción de características de calidad nuevas. Debido al mayor desarrollo de la manipulación genética en especies vegetales, todos los alimentos transgénicos corresponden a derivados de plantas. Por ejemplo, un carácter empleado con frecuencia es la resistencia a herbicidas, puesto que de este modo es posible emplearlos afectando sólo a la flora ajena al cultivo. Cabe destacar que el empleo de variedades modificadas y resistentes a herbicidas ha disminuido la contaminación debido a estos productos en acuíferos y suelo, aunque en algunos casos, el uso de estos herbicidas (glifosato y glufosinato de amonio) puede ir acompañado de otros herbicidas más contaminantes.
Las plagas de insectos son uno de los elementos más devastadores en agricultura. Por esta razón, la introducción de genes que provocan el desarrollo de resistentes a uno o varios órdenes de insectos ha sido un elemento común a muchas de las variedades patentadas. Las ventajas de este método suponen un menor uso de insecticidas en los campos sembrados con estas variedades, lo que redunda en un menor impacto en el ecosistema que alberga al cultivo y por la salud de los trabajadores que manipulan los fitosanitarios.
Uno de los factores que suelen mencionarse respecto a la prohibición de cultivos transgénicos es la imposibilidad de la coexistencia entre los cultivos convencionales y los genéticamente modificados, debido a la entrecruza del polen llevada a cabo por el viento o los insectos polinizadores. Sin embargo, el gobierno de Cataluña, España, demostró que con el aislamiento de los cultivos, estableciendo una distancia de 30 metros entre uno y otro, así como un retraso de 11 días en las fechas de siembra, se ha logrado la existencia simultánea de las dos alternativas en el cultivo de maíz[cita requerida].
La FAO (Organización de las Naciones Unidas para la Alimentación y la Agricultura) estima que por efecto del cambio climático, para el 2050 el decremento en la productividad agrícola será del 9 al 12 % de las cosechas. 

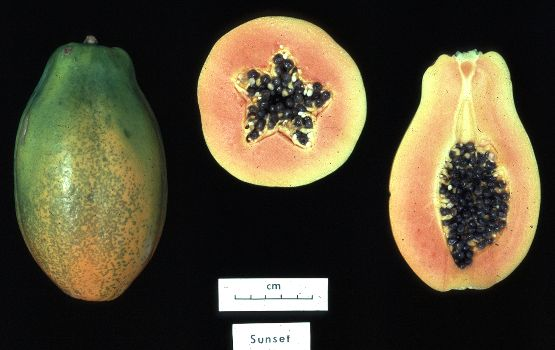
Tres imágenes de una papaya cultivada, modificada genéticamente

El uso de especies transgénicas en la agricultura no sólo aumenta la productividad promedio al minimizar las plagas de insectos y maleza, sino que también hace un uso más racional de los agroquímicos, reduciendo los costos económicos, sanitarios y ambientales asociados. Los cultivos transgénicos también presentan mayor resistencia a climas adversos y crecen en tierra seca y salina, lo cual podría representar una solución al problema de reducción en las cosechas.
Gregory Jaffe, director de biotecnología en el Centro para la Ciencia en el Interés Público asegura que: «Los cultivos transgénicos actuales son seguros para comer y su plantación no entraña riesgos para el entorno». 
Se han aprobado más de cien cultivos transgénicos para consumo tanto humano como animal en un lapso de 15 años, y de acuerdo con la Organización Mundial de la Salud, son tan seguros como los convencionales.
Recientemente se están desarrollando los primeros transgénicos animales. El primero en ser aprobado para el consumo humano en Estados Unidos fue un salmón AquaBounty (2010), capaz de crecer en la mitad de tiempo y durante el invierno, gracias al gen de la hormona de crecimiento de otra especie de salmón y al gen "anticongelante" de otra especie de pez.
Por otro lado, la práctica de modificar genéticamente las especies para uso del hombre, acompaña a la humanidad desde sus orígenes (ver domesticación), por lo que los sectores a favor de la biotecnología esgrimen estudios científicos para sustentar sus posturas, y acusan a los sectores anti-transgénicos de ocultar o ignorar hechos frente al público.
Por su parte, los científicos resaltan que el peligro para la salud se ha estudiado pormenorizadamente en todos y cada uno de este tipo de productos que hasta la fecha han obtenido el permiso de comercialización y que sin duda, son los que han pasado por un mayor número de controles.
La Organización para la Agricultura y la Alimentación (FAO por sus siglas en inglés) por su parte indica con respecto a los transgénicos cuya finalidad es la alimentación:

## Métodos de transformación genética en plantas
Un cierto número de mecanismos están disponibles para transferir ADN a células vegetales:
La transformación mediada por Agrobacterium, es la más simple transformación vegetal. El tejido vegetal (generalmente hojas) es cortado en pequeños pedazos y sumergidos por 10 minutos en una solución que contiene Agrobacterium. Algunas células cercanas al corte serán transformadas por la bacteria, que inserta su ADN a la célula. Colocadas en medio radicular y apical de selección, permitirá que las plantas transformadas sobrevivan. Algunas especies pueden ser transformadas tan sólo al sumergir las flores en la suspensión de Agrobacterium, y luego plantar las semillas en un medio selectivo. Desafortunadamente, muchas plantas no son transformables por este método.

Biobalística

Biobalística: Pequeñas partículas de oro o tungsteno cubiertas de ADN, que se disparan a células vegetales jóvenes o embriones vegetales. Algo del material genético se quedará en las células, transformándolas. Este método también permite la transformación de plastidos. La eficiencia de transformación es más baja que utilizando Agrobacterium, pero la mayoría de las plantas pueden ser transformadas con este método.

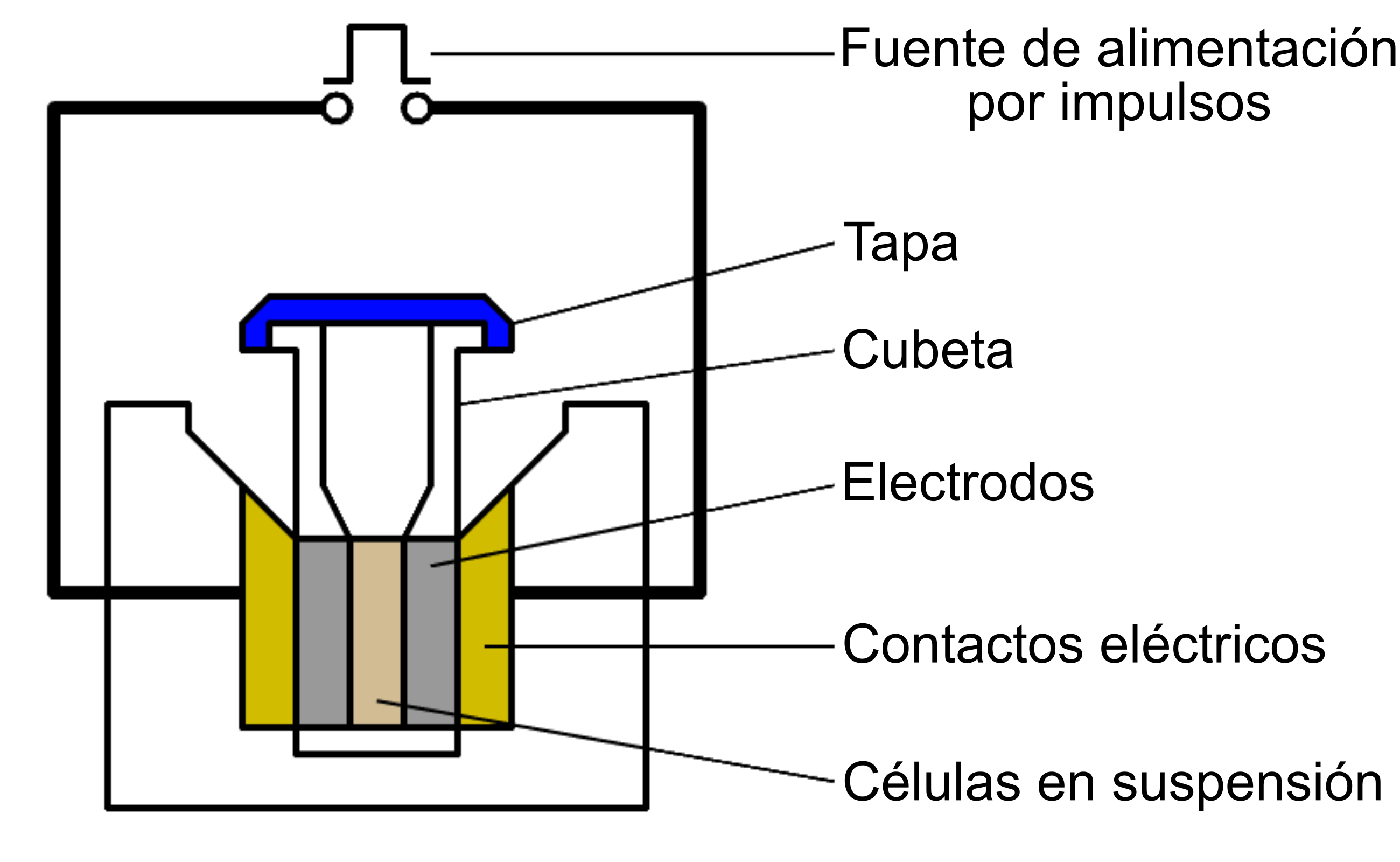
Diagrama de electroporación

Electroporación: Crea agujeros momentáneos en la membrana celular utilizando golpes eléctricos; esto permite que el ADN entre a la célula, como se ha descrito anteriormente con las bacterias.

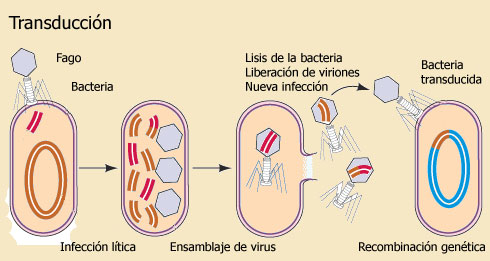
Diagrama Transducción

Transducción (transformación viral): Se empaca el material genético deseado en un virus adecuado capaz de infectar vegetales, y permitimos que este virus modificado la infecte. Si el material genético es ADN, puede recombinar con los cromosomas para producir células recombinantes. Sin embargo, los genomas de la mayor parte de virus vegetales consisten en ARN monohebra, que se replica en el citoplasma de la célula infectada. Para esos genomas, este método es una forma de transfección y no es una transformación real, puesto que los genes insertados nunca llegan al núcleo celular, y no se integra al genoma del huésped, estas plantas infectadas estarán libres de virus y libres del gen insertado.

Hasta la fecha, los países en los que se han introducido cultivos transgénicos en los campos no han observado daños notables para la salud o el medio ambiente. Además, los granjeros usan menos pesticidas o pesticidas menos tóxicos, reduciendo así la contaminación de los suministros de agua y los daños sobre la salud de los trabajadores, permitiendo también la vuelta a los campos de los insectos benéficos. Algunas de las preocupaciones relacionadas con el flujo de genes y la resistencia de plagas se han abordado gracias a nuevas técnicas de ingeniería genética.
Resumen de las conclusiones de "El Estado Mundial de la Agricultura y la Alimentación 2003-2004" (Freen Facts)

La Organización Mundial de la Salud dice al respecto:

Los diferentes OGM (organismos genéticamente modificados) incluyen genes diferentes insertados en formas diferentes. Esto significa que cada alimento GM (genéticamente modificado) y su inocuidad deben ser evaluados individualmente, y que no es posible hacer afirmaciones generales sobre la inocuidad de todos los alimentos GM. Los alimentos GM actualmente disponibles en el mercado internacional han pasado las evaluaciones de riesgo y no es probable que presenten riesgos para la salud humana. Además, no se han demostrado efectos sobre la salud humana como resultado del consumo de dichos alimentos por la población general en los países donde fueron aprobados. El uso continuo de evaluaciones de riesgo según los principios del Codex y, donde corresponda, incluyendo el monitoreo post-comercialización, debe formar la base para evaluar la inocuidad de los alimentos GM.

## Semillas transgénicas
Desde la antigüedad, la agricultura ha sido un pilar importante del desarrollo económico al facilitar la producción de alimentos y diversos materiales fundamentales en los procesos de producción. Al pasar de los años se ha transformado la producción de alimentos ya que los humanos han logrado mejorar las técnicas de cultivo incorporando múltiples tecnologías químicas, mecánicas y diversos factores que han demostrado mejoras en los rendimientos de las tierras, mano de obra y capital empleado.  
La mejora de semillas se remonta a tiempos antiguos, mediante procesos de selección rudimentaria de la semilla el hombre hacia cambios en la naturaleza, actualmente existen ramas de la biología como la genómica que mediante la edición del genoma permite mejorar las semillas de los cultivos y seleccionar aquellas que se consideran mejor dotadas.
El propósito de las semillas transgénicas es incorporar otras propiedades inexistentes en las plantas, pueden mejorar la productividad y el valor nutritivo de los productos finales. Analiza la constitución del genotipo, para producir las manifestaciones externas que se adapten a las necesidades del hombre como el aumento del rendimiento, aumento de la calidad, extender el área de explotación, así como mejorar nuevas especies.
Pero se temen posibles riesgos para la salud humana y el medio ambiente, que en un largo plazo podrían producir los transgénicos, producto de las alteraciones que se realizan en la naturaleza.
Un ejemplo es el maíz con genes insertados de la bacteria Bacillus thuringiensis que funciona como pesticida natural ya que la bacteria secreta una toxina tóxica para las larvas e insectos. El problema es que esta técnica es usada como control natural de plagas, pero al producir la planta constantemente la toxina, las plagas desarrollan resistencias.
Los métodos para mejorar los cultivos de alimentos han sido la selección y los cruzamientos, mejorados posteriormente con técnicas citogenéticas y de mutagénesis artificial.

## Transferencia horizontal
Se ha postulado el papel de los alimentos transgénicos en la difusión de la resistencia a antibióticos, pues la inserción de ADN foráneo en las variedades transgénicas puede hacerse (y en la mayoría de los casos se hace) mediante la inserción de marcadores de resistencia a antibióticos. No obstante, se han desarrollado alternativas para no emplear este tipo de genes o para eliminarlos de forma limpia de la variedad final y, desde 1998, la FDA exige que la industria genere este tipo de plantas sin marcadores en el producto final. La preocupación por tanto es la posible transferencia horizontal de estos genes de resistencia a otras especies, como bacterias de la microbiota del suelo (rizosfera) o de la microbiota intestinal de mamíferos (como los humanos). Teóricamente, este proceso podría llevarse a cabo por transducción, conjugación y transformación, si bien esta última (mediada por ADN libre en el medio) parece el fenómeno más probable. Se ha postulado, por tanto, que el empleo de transgénicos podría dar lugar a la aparición de resistencias a bacterias patógenas de relevancia clínica.
Sin embargo, existen multitud de elementos que limitan la transferencia de ADN del producto transgénico a otros organismos. El simple procesado de los alimentos previo al consumo degrada el ADN. Además, en el caso particular de la transferencia de marcadores de resistencia a antibióticos, las bacterias del medio ambiente poseen enzimas de restricción que degradan el ADN que podría transformarlas (este es un mecanismo que emplean para mantener su estabilidad genética). Más aún, en el caso de que el ADN pudiera introducirse sin haber sido degradado en los pasos de procesado de alimentos y durante la propia digestión, debería recombinarse de forma definitiva en su propio material genético, lo que, para un fragmento lineal de ADN procedente de una planta requeriría una homología de secuencia muy alta, o bien la formación de un replicón independiente. No obstante, se ha citado la penetración de ADN intacto en el torrente sanguíneo de ratones que habían ingerido un tipo de ADN denominado M13 ADN que puede estar en las construcciones de transgénicas, e incluso su paso a través de la barrera placentaria a la descendencia. En cuanto a la degradación gastrointestinal, se ha demostrado que el gen epsps de soja transgénica sigue intacto en el intestino. Por tanto, puesto que se ha determinado la presencia de algunos tipos de ADN transgénico en el intestino de mamíferos, debe tenerse en cuenta la posibilidad de una integración en el genoma de la microbiota intestinal (es decir, de las bacterias que se encuentran en el intestino de forma natural sin ser patógenas), si bien este evento requeriría de la existencia de una secuencia muy parecida en el propio ADN de las bacterias expuestas al ADN foráneo. La FDA estadounidense, autoridad competente en salud pública y alimentación, declaró que existe una posibilidad potencial de que esta transferencia tenga lugar a las células del epitelio gastrointestinal. Por tanto, ahora se exige la eliminación de marcadores de selección a antibióticos de las plantas transgénicas antes de su comercialización, lo que incrementa el coste de desarrollo pero elimina el riesgo de integración de ADN problemático.

## Inserción de "ADN foráneo"
Un aspecto que origina polémica es el empleo de ADN de una especie distinta de la del organismo transgénico; por ejemplo, que en maíz se incorpore un gen propio de una bacteria del suelo, y que este maíz esté destinado al consumo humano. No obstante, la incorporación de ADN de organismos bacterianos e incluso de virus sucede de forma constante en cualquier proceso de alimentación. De hecho, los procesos de preparación de alimento suelen fragmentar las moléculas de ADN de tal forma que el producto ingerido carece ya de secuencias codificantes (es decir, con genes completos capaces de codificar información. Más aún, debido a que el ADN ingerido es desde un punto de vista químico igual ya provenga de una especie u otra, la especie del que proviene no tiene ninguna influencia.

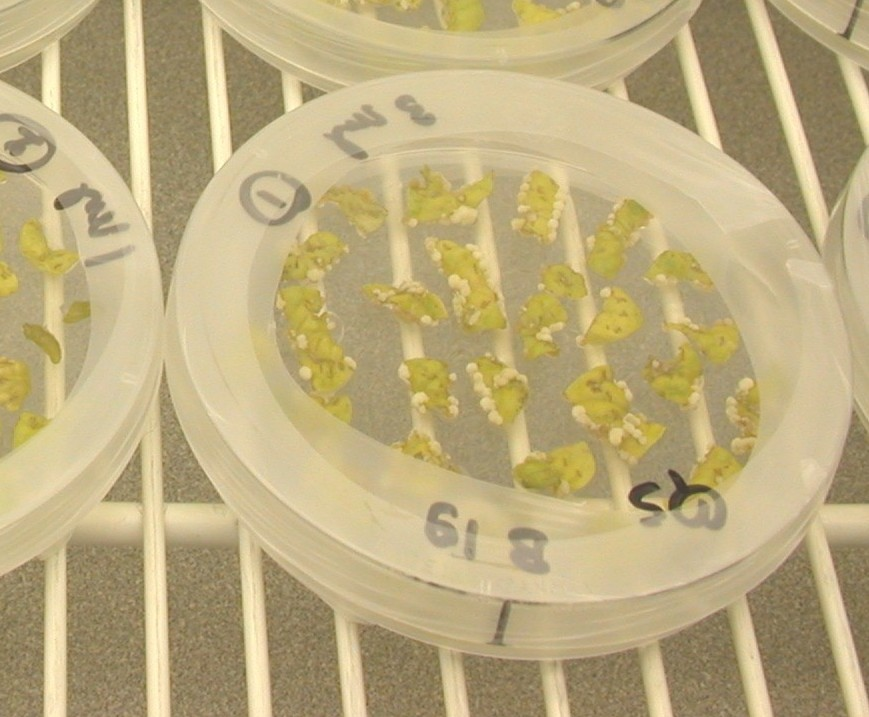
La transformación de plántulas de cultivo in vitro suele realizarse con un cultivo de Agrobacterium tumefaciens en placas Petri con un medio de cultivo suplementado con antibióticos.

Esta preocupación se ha extendido en cuanto a los marcadores de resistencia a antibióticos que se cita en la sección anterior pero también respecto a la secuencia promotora de la transcripción que se sitúa en buena parte de las construcciones de ADN que se introducen en las plantas de interés alimentario, denominado promotor 35S y que procede del cauliflower mosaic virus (virus del mosaico de la coliflor). Puesto que este promotor produce expresión constitutiva (es decir, continua y en toda la planta) en varias especies, se sugirió su posible transferencia horizontal entre especies, así como su recombinación en plantas e incluso en virus, postulándose un posible papel en la generación de nuevas cepas virales. No obstante, el propio genoma humano contiene en su secuencia multitud de repeticiones de ADN que proceden de retrovirus (un tipo de virus) y que, por definición, es ADN foráneo sin que haya resultado fatal en la evolución de la especie (de hecho estas secuencias víricas han sido de gran importancia en la evolución de las especies, tanto de humanos como de otros animales); estas repeticiones se calculan en unas 98 000 o, según otras fuentes, en 400 000. Dado que, además, estas secuencias no tienen porqué ser adaptativas, es común que posean una tasa de mutación alta y que, en el transcurso de las generaciones, pierdan su función. Finalmente, puesto que el virus del mosaico de la coliflor está presente en el 10% de nabos y coliflores no transgénicos, el ser humano ha consumido su promotor desde hace años sin efectos deletéreos.

## Alergenicidad y toxicidad

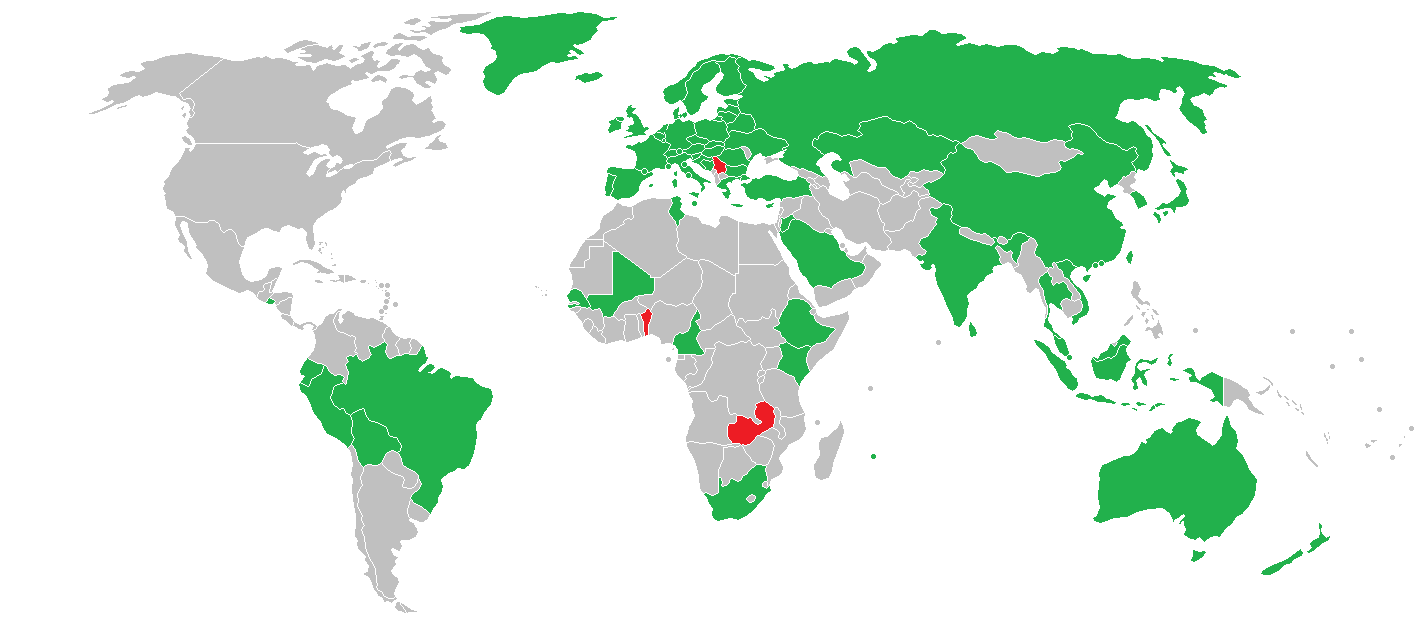
En verde los países que solicitan el etiquetado de importaciones de alimento transgénico, en rojo los países que prohíben la importación de este tipo de productos.

Se ha discutido el posible efecto como alérgenos de los derivados de alimentos transformados genéticamente; incluso, se ha sugerido su toxicidad. El concepto subyacente en ambos casos difiere: en el primero, una sustancia inocua podría dar lugar a la aparición de reacciones alérgicas en algunos individuos susceptibles, mientras que en el segundo su efecto deletéreo sería generalizado. Un estudio de gran repercusión al respecto fue publicado por Exwen y Pustzai en 1999. En él se indicaba que el intestino de ratas alimentadas con patatas genéticamente modificadas (expresando una aglutinina de Galanthus nivalis, que es una lectina) resultaba dañado severamente. No obstante, este estudio fue severamente criticado por varios investigadores por fallos en el diseño experimental y en el manejo de los datos. Por ejemplo, se incluyeron pocos animales en cada grupo experimental (lo que da lugar a una gran incertidumbre estadística), y no se analizó la composición química con precisión de las distintas variedades de patatas empleadas, ni se incluyeron controles en los experimentos y finalmente, el análisis estadístico de los resultados era incorrecto. Estas críticas fueron rápidas: la comunidad científica respondió el mismo año recalcando las falencias del artículo; además, también se censuró a los autores la búsqueda de celebridad y la publicidad en medios periodísticos.
En cuanto a la evaluación toxicológica de los alimentos transgénicos, los resultados obtenidos por los científicos son contradictorios. Uno de los objetivos de estos trabajos es comprobar la pauta de función hepática, pues en este órgano se produce la detoxificación de sustancias en el organismo. Un estudio en ratón alimentado con soja resistente a glifosato encontró diferencias en la actividad celular de los hepatocitos, sugiriendo una modificación de la actividad metabólica al consumir transgénicos. Estos estudios basados en ratones y soja fueron ratificados en cuanto a actividad pancreática y testículo. No obstante, otros científicos critican estos hallazgos debido a que no tuvieron en cuenta el método de cultivo, recolección y composición nutricional de la soja empleada; por ejemplo, la línea empleada era genéticamente bastante estable y fue cultivada en las mismas condiciones en el estudio de hepatocitos y páncreas, por lo que un elemento externo distinto del gen de resistencia al glifosato podría haber provocado su comportamiento al ser ingerido. Más aún, el contenido en isoflavonas de la variedad transgénica puede explicar parte de las modificaciones descritas en el intestino de la rata, y este elemento no se tuvo en cuenta puesto que ni se midió en el control ni en la variedad transgénica. Otros estudios independientes directamente no encontraron efecto alguno en el desarrollo testicular de ratones alimentados con soja resistente a glifosato o maíz Bt.

## Propiedad intelectual
Un argumento frecuentemente esgrimido en contra de los alimentos transgénicos es el relacionado con la gestión de los derechos de propiedad intelectual y/o patentes, que obligan al pago de regalías por parte del agricultor al mejorador. Asimismo, se alude al uso de estrategias moleculares que impiden la reutilización del tomate, es decir, el empleo de parte de la cosecha para cultivar en años sucesivos. Un ejemplo conocido de este último aspecto es la tecnología Terminator, englobado en las técnicas de restricción de uso (GURT), desarrollada por el Departamento de Agricultura de EE. UU. y la Delta and Pine Company en la década de 1990 y que aún no ha sido incorporada a cultivares comerciales, y por supuesto no está autorizada su venta. La restricción patentada opera mediante la inhibición de la germinación de las semillas, por ejemplo. Cabe destacar que el uso del vigor híbrido, una de las estrategias más frecuentes en mejora vegetal, en las variedades no tradicionales pero no transgénicas también imposibilita la reutilización de semillas. Este procedimiento se basa en el cruce de dos líneas puras que actúan como parentales, dando lugar a una progenie con un genotipo mixto que posee ventajas en cuanto a calidad y rendimiento. Debido a que la progenie es heterocigota para algunos genes, si se cruza consigo misma da lugar a una segunda generación muy variable por simple mendelismo, lo que resulta inadecuado para la producción agrícola.
En cuanto a la posibilidad de patentar las plantas transgénicas, estas pueden no someterse a una patente propiamente dicha, sino a unos derechos del obtentor, gestionados por la Unión Internacional para la Protección de Nuevas Variedades de Plantas. Argentina, Brasil, España, Bolivia y Chile se encuentran en esa unión, siendo un total de 66 países en diciembre de 2008 (entre los países no participantes destaca EE. UU.). Para la UPOV en su revisión de 1991, la ingeniería genética es una herramienta de introducción de variación genética en las variedades vegetales. Bajo esta perspectiva, las plantas transgénicas son protegidas de forma equivalente a la de las variedades generadas por procedimientos convencionales; este hecho necesariamente exige la posibilidad de emplear variedades protegidas para agricultura de subsistencia e investigación científica. La UPOV también se pronunció en 2003 sobre las tecnologías de restricción de uso como la Terminator mencionada anteriormente: de acuerdo con la existencia de un marco legal de protección de las nuevas variedades, se indica que la aplicación de estas tecnologías no es necesaria.

## Alimentos Transgénicos en México
En México, todo Organismo Genéticamente Modificado, destinado al uso o consumo humano, debe contar con una Autorización para comercialización e importación para su venta, expedida por la Comisión Federal para la Protección contra Riesgos Sanitarios (COFEPRIS) de la Secretaría de Salud (SS). La COFEPRIS (2017), nos dice que: Un Organismo Genéticamente Modificado (OGM, es aquel organismo vivo desarrollado por químicos o científicos, en el que se ha alterado su material genético mediante técnicas de ingeniería genética, muy diferentes a las modificaciones naturales. Un (OGM) ha sido desarrollado para obtener alguna característica deseada y que en cierto punto sea específica.
Sin embargo, alrededor del mundo se han impuesto limitaciones al cultivo y consumo, pero en Latinoamérica no se ha llegado a un acuerdo al respecto. Aunque en México, su población ha logrado determinar las especies con una mayor calidad, como por ejemplo; su maíz, desde tiempos ancestrales, y se han obtenido diferentes variedades del transgénico mencionado, esto ha permitido que estén mejoradas en todo el sentido alimenticio gracias a la observación científica. 
De igual manera en México la CONACYT (Consejo Nacional de Ciencia y Tecnología), tiene una gran importancia en el comercio de los (OMG) ya que con el apoyo de la COFEPRIS llevan a cabo una evaluación de riesgo caso por caso y acorde a protocolos internacionales para determinar la seguridad de los (OGM) para consumo humano, una de las medidas de Ley de Bioseguridad de Organismos Genéticamente Modificados es que se deberá informar en el producto directamente su composición alimenticia y propiedades nutrimentales que fundamenten su diferencia y/o mejora respecto a los productos tradicionales no modificados.
Algo muy adverso en México es que no se encuentran instituciones capaces de manejar los riesgos de los organismos genéticamente modificados, lo que ha provocado que las organizaciones no gubernamentales (ONG) y medios de comunicación sean los encargados de este trabajo. Una de estas organizaciones sería Greenpeace (1999) quien logró identificar que, en los transportes de maíz que van hacia el país, se encuentran mezclas entre el producto genéticamente modificado y no modificado. Las Organizaciones dedicadas a la investigación se han convertido en los principales agentes de bioseguridad para este tipo de casos.

## Ventajas y desventajas de los alimentos transgénicos
Las ventajas resultan de la mejoría o la utilidad que los organismos modificados genéticamente aportan a las diferentes áreas del quehacer humano.
Ventajas
1. Crecimiento acelerado del producto
Se puede descubrir los genes que están involucrados en los mecanismos de crecimiento. Esto se puede utilizar para producir animales o plantas más grandes o que crezcan de manera rápida.
2.  Menores costos para el productor y de transporte
Son generalmente más baratos de producir debido a los menores costos de investigación y procesamiento, y como son más resistentes a la descomposición requiere de menor costo de almacenamiento y transporte para mantenerlos.
3. Defensa contra enfermedades agrícolas
En algunas regiones los cultivos son atacados por virus, hongos o bacterias que los destruyen, provocando pérdidas económicas significativas. Mediante técnicas de bioingeniería se pueden construir alimentos capaces de resistir el ataque de estos agentes.
4. Precisión en las características deseadas de los alimentos
Con la biotecnología se puede precisar el efecto deseado. Este proceso es mucho más rápido que la selección artificial, además de ser más fácil de controlar.
5. Reducción del impacto de la agricultura en el medio ambiente
El uso de fertilizantes, pesticidas, herbicidas y antibióticos son prácticas agropecuarias que alteran el medio ambiente. Con la creación de organismos resistentes a plagas y de mayor crecimiento se reduce el uso de toxinas y sustancias que pueden alterar el equilibrio de los ecosistemas.
6. Preservación de la biodiversidad
Con la implementación de cultivos transgénicos más productivos se reducirá la necesidad de intervenir en zonas vírgenes y de esa manera la fauna y flora quedan protegidas de ciertos impactos.
7. Mejor rendimiento y variedad
Se pueden generar más alimentos con menos tierra, lo que resulta en una mejor producción. Los alimentos transgénicos permiten que los agricultores produzcan una variedad de cultivos que de otra forma no serían posibles.
Desventajas
Los alimentos transgénicos presentan algunos riesgos y problemas si no se regulan adecuadamente su implementación.
1. Competición biológica con las especies originales
Una de los riesgos que plantea la utilización de organismos genéticamente modificados es que tengan mejor desarrollo con respecto a la especie nativa, estableciendo una competencia por los recursos disponibles. Esto puede llegar a la disminución y desaparición de la especie original.
2. Gran inversión financiada por grandes compañías
Los procesos de ingeniería genética son costosos y las grandes compañías biotecnológicas dominan el mercado de los alimentos transgénicos. El exceso de regulaciones disminuye el interés económico para desarrollar estos organismos por parte de instituciones públicas.
3. Efectos negativos en la salud humana
La modificación genética de los alimentos puede causar alergias y problemas de salud. En este sentido, para asegurar que un organismo de este tipo sea seguro para nuestra salud, se realizan diferentes pruebas y análisis antes de comercializarlos.
4. Complicaciones para regular y legalizar el mercadeo de los alimentos transgénicos
5. Implicaciones éticas
La manipulación genética de cualquier tipo siempre ha despertado inquietudes con respecto a lo correcto o necesario. Asegurar la alimentación de los humanos podría ser una razón para producir más y mejores alimentos transgénicos.
6. Efectos negativos en la fauna silvestre
El uso de algunos herbicidas en cultivos resistentes a los mismos no solo elimina las hierbas, también pueden afectar la fauna silvestre, como insectos polinizadores que son beneficiosos para el medio ambiente.